# Краснополянский район (Московская область)
Краснополянский район — административно-территориальная единица в составе Московской области РСФСР, существовавшая в 1939—1959 годах.
Краснополянский район образован 4 января 1939 года из частей Дмитровского, Коммунистического, Мытищинского и Солнечногорского районов. В состав района вошли:
- из Дмитровского района — рабочий посёлок Красная Поляна, дачные посёлки Хлебниково и Шереметьевский, сельсоветы Горки-Сухаревский (селения Горки Сухаревские и Саморядово), Ереминский (селение Ерёмино), Киовский (селения Букино, Горки Киовские, Киово, Нестериха и посёлок Лобня), Клязьминский (селения Воскресенки, Клязьма, Свистуха, Трахонеево и Яковлево), Марфинский (селения Ларёво, Лысково и Марфино), Новосельцевский (селения Аббакумово, Новосельцево, Сёмкино и Степаньково), Павельцевский (селение Павельцево), Пучковский (селения Катюшки и Пучки), Румянцевский (селения Драчёво, Малое Ивановское, Николо-Прозорово, Подольниха, Румянцево, Фелисово и Фоминское), Сухаревский (селения Сухарево и Троице-Сельцо), Федоскинский (селения Аксаково, Крюково, Семенищево и Федоскино), Хлебниковский (селения Капустино, Сумароково и Хлебниково), Черновский (селения Большая Чёрная и Хлябово) и Шолоховский (селение Шолохово);
- из Коммунистического района — сельсоветы Белорастовский, Габовский, Кузяевский, Никольский, Озерецкий, Рождественский и Рыбаковский;
- из Мытищинского района — рабочие посёлки Бескудниково, Вагоноремонт и Долгопрудный, дачный посёлок. Лианозово, сельсоветы Алтуфьевский, Бибиревский, Верхне-Лихоборский, Виноградовский, Котовский, Лихачевский, Новоархангельский, Слободский и Троицкий;
- из Солнечногорского района — сельсоветы Исаковский, Мышецкий, Поярковский и Чашниковский.

4 апреля 1939 года селение Хлебниково Хлебниковского с/с было переименовано в Красная Горка.
17 июля 1939 года были упразднены Алтуфьевский, Ереминский (территория (селение Ерёмино) была передана в Хлебниковский с/с), Исаковский, Кузяевский, Никольский, Павельцевский (территория (селение Павельцево) была передана в Клязьминский с/с), Поярковский, Рыбаковский и Шолоховский (территория (селение Шолохово) была передана в Сухаревский с/с) с/с.
На 1 января 1940 года территория района составляла 500 км². Район включал 27 сельсоветов.
20 июня 1940 года дачный посёлок Хлебниково был включён в черту дачного посёлка Шереметьевского.
18 августа 1947 года образован рабочий посёлок Лобня (выведен из Киовского с/с).
22 октября 1951 года из Манюхинского с/с Пушкинского района в Марфинский с/с Краснополянского района было передано селение Юрьево.
23 ноября 1951 года упразднён Румянцевский (территория (селения Драчёво, Малое Ивановское, Николо-Прозорово, Подольниха, Румянцево, Фелисово и Фоминское) передана в Черновский с/с) с/с.
4 апреля 1952 года образован рабочий посёлок Некрасовский. Из Горки-Сухаревского с/с в черту рабочего посёлка Некрасовский был передан посёлок Некрасовский-2.
На 1 января 1953 года в районе было 26 сельсоветов: Бело-Растовский, Бибиревский, Вехне-Лихобровский, Виноградовский, Габовский (центр — с. Глазово), Горки-Сухаревский, Киовский (центр — п. Лобня), Клязьминский, Котовский, Лианозовский, Лихачёвский (центр — с. Гнилуши), Марфинский, Мышецкий (центр — с. Поярково), Ново-Архангельский, Ново-Сельцевский, Озерецкий, Пучковский, Рождественский (центр — с. Дмитровка), Слободской (центр — с. Владыкино), Сухаревский, Троицкий, Федоскинский, Хлебниковский (центр — п. Красная Горка), Чашниковский, Черновский (центр — п. Большая Чёрная), Шереметьевский.
2 апреля 1953 года центр района был перенесён из Красной Поляны в Долгопрудный.
27 марта 1954 года был образован посёлок Трудовая Черновского с/с.
14 июня 1954 года были упразднены Горки-Сухаревский (территория (селения Горки Сухаревские и Саморядово) была передана в Сухаревский с/с), Лихачевский, Марфинский (территория (селения Ларёво, Лысково, Марфино и Юрьево) была передана в Сухаревский с/с), Новоархангельский, Озерецкий, Пучковский (территория (селения Катюшки и Пучки) была передана в Киовский с/с), Рождественский, Слободский, Троицкий и Черновский (территория (селения Большая Чёрная, Драчёво, Малое Ивановское, Николо-Прозорово, Подольниха, Румянцево, Фелисово, Фоминское, Хлябово и посёлок Трудовая) была передана в Сухаревский с/с) с/с. Хлебниковский (селения Ерёмино, Капустино, Красная Горка и Сумароково) и Новосельцевский (селения Аббакумово, Новосельцево, Сёмкино и Степаньково) с/с объединились в Красногорский с/с. Мышецкий с/с был переименован в Поярковский.
26 августа 1956 года образован дачный посёлок Луговая.
29 августа 1957 года рабочий посёлок Долгопрудный получил статус города. 7 декабря из упразднённого Коммунистического района в Краснополянский был передан Каменский с/с.
3 июня 1959 года район был упразднён. Его территория была в полном составе передана в Химкинский район.